# 軍事工程

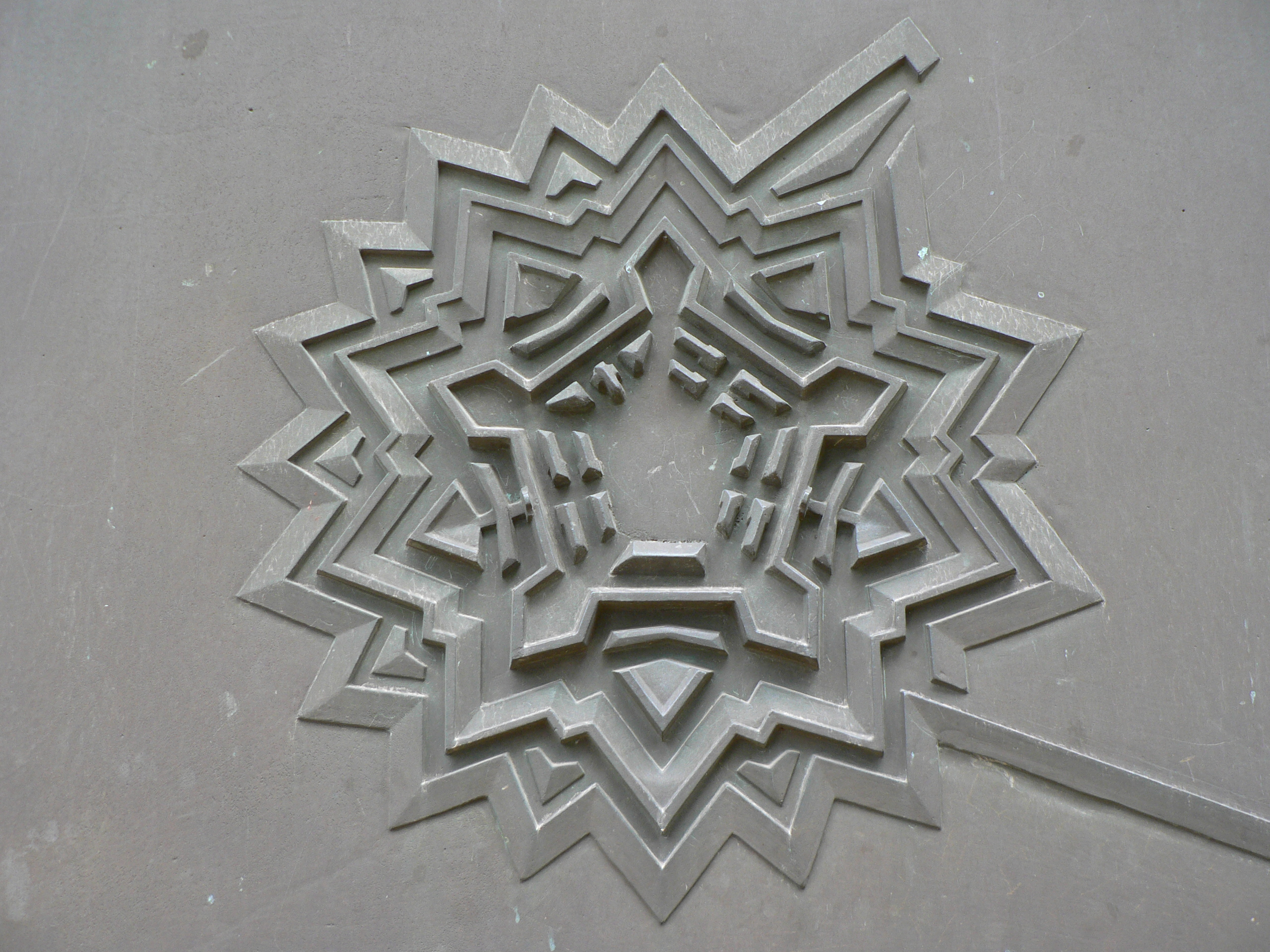
塞巴斯蒂安·勒普雷斯特雷·德·沃邦在1668年設定的里爾城塞地形图，他是那時候最頂尖的軍事工程家

軍事工程（Military engineering）可以大致定義為設計及建立軍事設施及設備，維持軍事運輸及通訊的藝術、工程及實務。軍事工程也要負責軍事戰術的後勤。現代的軍事工程和土木工程不同。二十世紀及二十一世紀的軍事工程也要包括機械工程以及電機工程的相關技術。
依照北約的定義：「軍事工程是塑造實際作戰環境的工程活動。軍事工程整合了對機動和整體力量的支持，軍事工程機能包括有工程師支持的部队防护、反簡易爆炸裝置、環境保護、工程智能以及軍事搜索。軍事工程不包括維護、修理及操作軍車、船舶，飛機，武器系統和設備等由「工程師」進行的工作。」
軍事工程是軍校中的一個學術領域。和與軍事工程相關的建設和拆遷工作通常由軍事工程師進行，包括專門訓練的工兵。在現代的部隊中，若士兵受過訓練，可以在炮火下進行上述工作，會稱為戰鬥工兵。
有些國家的軍事工程師也會在平時執行一些非軍事的任務，例如防洪或河道工程等，不過這些不算在軍事工程中。

## 外部連結
- German Engineers （页面存档备份，存于）
- NATO Military Engineering Centre of Excellence